# Mayte Alonso (escultora)
Mayte Alonso, es una escultora española, nacida en Madrid en 1971.

## Biografía
Se licenció en Bellas Artes, en la especialidad Escultura, en la Universidad Complutense de Madrid. Se formación se amplió con estudios de soldadura y calderería profesional en el Instituto de Educación Secundaria  de Barajas desde 1995. En 1999 participa en el II Taller de Escultura de la Fundación Marcelino Botín. Santander, dirigido por Martín Chirino López. Participó también en el Seminario de Arte y Nuevas Tecnologías en el CGAC de Santiago de Compostela, así como en el Simposium Internacional de Escultura en Kyonggi, Corea del Sur. Más tarde, en el año 2006 participa en el Taller de Escultura AlNorte ’06, realizado en Gijón, bajo la dirección nuevamente de Martín Chirino López.    Seminario de Arte y Nuevas Tecnologías en el CGAC de Santiago o el Simposium Internacional de Escultura en Kyonggi, Corea del Sur. En los últimos años ha disfrutado de las Becas de Roma, París y la Casa de Velázquez y su trabajo ha obtenido varios premios.
Actualmente vive y trabaja en Madrid.

## Premios y becas
A lo largo de su carrera profesional, Mayte Alonso ha recibido tanto becas para estudiar y trabajar como premios a su obra. Podemos destacar entre otros:
1993
- Beca ERASMUS. Leeds Metropolitan University, Gran Bretaña. II Curso de Bachelor in Fine Arts.

1994
- Beca de la fundación cultural MAPFRE. Curso “Doce Conceptos Fundamentales de la Teoría del Arte en la Época Contemporánea“ por F. Calvo Serraller.

1998
- Mención de Honor XXII Certamen Nacional de Escultura Caja Madrid. Madrid.
- 2º Premio de Escultura del Certamen Jóvenes Creadores 1998. C.C. Conde Duque. Madrid.
- 2º Premio de Escultura. Premios Arte Joven Latina’98. Madrid.
- Mención especial de Fotografía. Premios Arte Joven Latina’98. Madrid.

1999
- 3º Premio de Escultura. Premios Arte Joven Latina 1999. Madrid.
- Mención de Honor XVIII Certamen Nacional de Pintura y Escultura “Villa de Parla”.
- Mención de Honor Premio Mariano Benlliure de Escultura CC Conde Duque. Madrid.

2001
- Beca de Artes Plásticas del Ministerio de Cultura para el Colegio de España en París. 2
- Mención de Honor Premio Mariano Benlliure de Escultura Premios Villa de Madrid.
- 1.er Premio de Escultura del Certamen Jóvenes Creadores 2001. Museo de la Ciudad. Madrid.
- 1.er Premio de Escultura. Premios Arte Joven Latina 2001. Madrid.
- Accésit en la I Bienal de Escultura Riofisa. Galería Cuatro Diecisiete. Madrid

2002
- Beca de Escultura del Ministerio de Asuntos Exteriores para la Academia Española en Roma.
- Mención. IV Concurso de Artes Plásticas de la Chambre Officielle de Commerce d’Espagne en France.
- Premio Pámpana de Oro. LXIII Exposición Internacional de Artes Plásticas de Valdepeñas. Ciudad Real.

2003
- Beca de Escultura de la Casa de Velázquez. Madrid.
- Tentaciones de Estampa.
- Accésit del Premio Joven Fundación Universidad Complutense de Madrid.
- 1.er Premio del V Certamen de Escultura Pública Ciudad de Leganés, Madrid
- Premio Adquisición del XIV Certamen de Escultura “Villa de Móstoles”. Madrid.
- 1.er Premio del Concurso Anual de Artes Plásticas de Majadahonda, Madrid.

2004
- 1.er Premio. VI Concurso de Artes Plásticas de la Chambre Officielle de Commerce d’Espagne en France
- Preselección Beca Fulbright in Fine Arts. Nueva York
- Beca de Grabado. Fundación CIEC. Betanzos. La Coruña

2005 
- 1.er Premio Certamen Nacional de Escultura de Pinto. Madrid.
- Beca de Investigación artística. Fundación Valparaíso. Mojácar. Almería

2006
- Ayuda a la Creación Artística Contemporánea. Consejería de Cultura. Junta de Andalucía.
- “Arquitectura Sonora”. Instalación Interactiva. Casa de Velázquez. Madrid(junio-julio.)
- Hermandades Escultóricas México-España 2006. Museo de Arte Contemporáneo Ateneo de Yucatán. Mérida. México.
- Premio de Escultura Caja Castilla-La Mancha.
- Finalista Obra Pública. IV Bienal Internacional de Artes Plásticas de Alcorcón. Madrid

2007
- Ganadora I Premio Internacional de Escultura Pública. Sacejo. Oviedo
- Finalista I Bienal de Escultura de Valladolid. Patio Herreriano. Valladolid.
- Mención Especial Premio Artes Plásticas de Navacerrada. Madrid.

2008
- Residencias Artísticas Creadores Iberoamericanos en México. Agencia Española de Coop
- Internacional para el Desarrollo. Consejo Nacional para la Cultura y las Artes de México
- Ayuda a la Creación Artística Contemporánea. Consejería de Cultura. Junta de Andalucía.
- Finalista Premio Internacional de Escultura Caja de Extremadura.
- Finalista Certámenes Arte Contemporáneo 2008. Navacerrada. Madrid.

## Actividad artística

### Exposiciones individuales
1998
Café del Prado, Red de Arte Joven de la CAM, Madrid.
Centro Puerta Bonita, Red de Arte Joven de la CAM, Madrid.
Museo Tiflológico, ONCE, Red de Arte Joven de la CAM, Madrid.
2001
ARCO 01, Madrid.
"El objeto reflejado", Galería Raquel Ponce, Madrid.
2003
"Escenografías de la memoria", Galería Raquel Ponce, Madrid.
2005
"Arquitectura latente", Galería Travesía Cuatro, Madrid.
2006
“Arquitectura Sonora” Casa de Velázquez. Madrid.
2007
“Paisajes Ausentes” Sala Campus Stellae. León.
2008
“Arquitectura Sonora”. Instalación Interactiva. Artenavas’08. Los Toriles. Navas del Marqués. Ávila.
2009
"Caligrafías en el espacio", Galería Travesía Cuatro, Madrid.
2010
"Caligrafías del espacio", Museo Barjola, Gijón, Asturias.

### Exposiciones colectivas
1997
Exposición Totaje primer Día, El Taller, Madrid.
1999
"La Forja en Villa Iris. II taller de escultura", Fundación Marcelino Botín, Santander, Cantabria.
Segundo Salón Refractario, Galería Buades, Madrid.
2000 
“20 de Mil” Sala de Plaza de España de la CAM. Madrid. Itinerante.
“Férreas Voluntades”. Galería Raquel Ponce. Madrid.
“Con Otros Ojos”. 3ª Exposición de Arte del Festival Internacional de Benicassim. Castellón.
“El Grupo de Villa Iris” Itinerante.
“Homenaje a Martín Chirino”. El Taller. Madrid.
2001
Generación 201, Caja Madrid (itinerante).
"Viatge i diferència", Olot, Gerona.
Symposium of Spanish Sculptors in Kyonggi, Corea del Sur.
"Miradas, una secuencia fragmentada", Sala Martín Chirino, San Sebastián de los Reyes, Madrid.
"Je mange la cuisine", Cité Universitaire Internationale, París, Francia.
2002
"La forja en Villa Iris", Alicante.
“Acción Renacimiento Año 0", frente al Museo Nacional de Arte Contemporáneo Reina Sofía, Madrid.
"Homenaje a Martín Chirino", El Taller, Madrid.
"Con otros ojos", Tercera exposición de arte del Festival Internacional de Benicassim, Castellón.
"Férreas voluntades", Galería Raquel Ponce, Madrid.
"20 de mil", Sala de Plaza de España de la CAM, Madrid (itinerante).
Centro Cultural La Vidriera, Camargo, Cantabria.
"En torno a Martín Chirino", Galería Atlántica Centro de Arte, La Coruña.
Exposición de Becarios 2001/2002. C. C. Conde Duque Madrid y Academia Española en Roma.
Grupo Noventa y Nueve. Sala de las Vidrieras. Camargo (Cantabria).
NOI. Instituto Cervantes. Nápoles.
2003
ARCO Stand: Ministerio de Educación Cultura y Deporte. Madrid.
ESTAMPA. Stand: ARTSUR.
“Artevino”. Bodegas Osborne. Malpica de Tajo. Toledo.
"De Ànima, Galería de Retrats”. Real Academia de Buenas Letras. Barcelona.
Grupo Noventa y Nueve. Sala Agustí Massana del Pueblo Español, Montjuic. Barcelona.
ESTAMPA, Stand Artsur.
ARCO 03, Madrid (Stand del Ministerio de Educación, Cultura y Deporte)
2004
“Entrelíneas”. Galería Cuatro Diecisiete. Madrid.
“Becarios de Artes Plásticas. Colegio de España en París IV”. Real Academia de BB.AA de S. 
Fernando. Madrid.
ESTAMPA. Stand: ARTSUR.
“ArteNavas”. Navas del Marqués. Ávila.
2005
ARCO 05. Galería Travesía Cuatro. Madrid.
“Becarios de Artes Plásticas. Colegio de España en París IV”. Instituto Cervantes. París.
ESTAMPA. Stand: ARTSUR.
“ArteNavas”. Navas del Marqués. Ávila.
Grupo Noventa y Nueve. Museo Antón. Candás, Asturias.
2006
ARCO 06. Galería Travesía Cuatro. Madrid.
2007
“Escultura: Arte y pasión”, Centro de Escultura de Candás, Museo Antón, Candás, Asturias.
ARCO 07. Galería Travesía Cuatro. Madrid.
“De sol a sol”. Fundación Artsur. Madrid.
2008
"Arte y pasión", Fundación Artsur, Madrid.
Primera Muestra de Arte Iberoamericano. Centro Nacional de las Artes. México DF y Centro.
Cultural de España. México DF. Itinerancia por Iberoamérica.
ARCO 08. Galería Travesía Cuatro. Madrid.
2009 
“Espacio, Arte y Mujer” Casa de Cultura. Collado Villalba. Madrid.
Centro Cultural de España, México D.F., (itinerante por Iberoamérica)
"Primera muestra de arte Iberoamericano", Centro Nacional de las Artes, México D.F. y Centro Cultural de España, México D.F. (itinerante por Iberoamérica)
2010
"Escultura contemporánea en el Bosque de Acero", Bosque de Acero, Cuenca.

### Obras Públicas
“El Rincón de las Horas”. Escultura, Parque Español de Kwanju, Kyonggi, Corea del Sur.
2003 “La Arqueología de las Cosas VI: el Secreto de las Fuentes”. Reales Atarazanas. Sevilla.
2004 “La Arqueología de las Cosas VI: el Secreto de las Fuentes”. Casa de Velázquez. Madrid.
“Lugar de encuentro IV”, 2005, parque del barrio Campo de Tiro, Leganés, Madrid.
2006 “Arquitectura Sonora” Casa de Velázquez. Madrid.
“Arcos transitables”, 2007, Parques de los Charcones, Paseo del Alparrache, Navalcarnero, Madrid.
Construcción para un encuentro, 2008, La Losa, Oviedo.
“Lugar de Encuentro V”. Museo Escultura al Aire Libre. Ceutí. Murcia.
Salón Internacional del Grabado y las Ediciones de Arte Contemporáneo. Tentaciones de ESTAMPA 2003 “Escenografías de la memoria III”.